# ايش (بني كيل)
ايش هي إحدى مشيخات المملكة المغربية، تتبع جغرافيا لإقليم فكيك وإداريًا لبني كيل. يقدر عدد سكانها بـ 150 نسمة حسب الإحصاء الرسمي للسكان والسكنى لسنة 2004.